# Далароста (Ређо Емилија)
Далароста је насеље у Италији у округу Ређо Емилија, региону Емилија-Ромања.
Према процени из 2011. у насељу је живело 332 становника. Насеље се налази на надморској висини од 106 м.